# Parupeneus seychellensis
Parupeneus seychellensis è un pesce del genere Parupeneus, scoperto nel 1963.